# Lingue permiche
Le lingue permiche o permiane  sono lingue uraliche parlate in Russia e Kazakistan.

## Distribuzione geografica
Secondo Ethnologue, le lingue permiche sono parlate complessivamente da circa 560.000 persone, di cui la maggior parte stanziata nella Federazione Russa. Nel 2010 sono stati censiti in Russia 775.300 locutori di lingue permiche, così distinti: 63.100 per il komi permiaco, 156.000 per il komi sirieno, e 324.000 per l'udmurto. Quest'ultima lingua è attestata anche in Kazakistan, dove si stima sia parlata da circa 15.000 persone.

## Classificazione
Secondo Ethnologue, le lingue permiche sono così classificate:
- lingue uraliche
  - lingua komi [codice ISO 639 kom]
    - lingua siriena (Komi-Zyrian) [kpv]
    - lingua permiaca (Komi-Permyak) [koi]

  - lingua udmurta [udm]

## Sistema di scrittura
L'alfabeto cirillico è comune a tutte le lingue permiche.